# 김민기 (1971년)
김민기(1971년 8월 10일 ~ )는 대한민국의 전직 프로게임단의 감독이다. 또한 김민기가 2012년 5월에 개명하기 전의 이름은 김은동이며, 팀 창단 초기부터 2013년까지 SouL의 감독직을 맡았다. 2003년부터 2005년까지 프로게이머 협의회 회장직을 맡기도 하였다.
2013년 5월 전남과학대의 리그 오브 레전드 팀인 CTU의 감독으로 선임되었다. 2013년 8월부터 팀이 해체될 때까지 SouL과 CTU 팀의 감독직을 겸임하기도 했다.

## 수상 내역
- 2003년 6월 계몽사배 MBC게임 팀리그 준우승
- 2003년 10월 라이프존배 MBC게임 팀리그 4위
- 2004년 2월 네오위즈 피망컵 프로리그 4위
- 2004년 10월 SKY 프로리그 2004 2Round 준우승
- 2005년 2월 SKY 프로리그 3Round 공동 3위
- 2005년 3월 MBC무비스배 MBC게임 팀리그 3위
- 2007년 7월 신한은행 프로리그 2007 전기리그 4위
- 2007년 8월 경남-STX컵 마스터즈 2007 우승
- 2008년 7월 신한은행 프로리그 2008 4위
- 2008년 8월 경남-STX컵 마스터즈 2008 우승
- 2009년 7월 신한은행 프로리그 08~09 6강
- 2009년 8월 경남-STX컵 마스터즈 2009 준우승
- 2009년 8월 생각대로T SF프로리그 2009 1st 준우승
- 2010년 3월 신한은행 위너스리그 09-10 4위
- 2010년 8월 신한은행 프로리그 09-10 3위
- 2010년 8월 생각대로T SF프로리그 2010 1st 우승
- 2011년 8월 생각대로T SF프로리그 2011 1st 우승
- 2012년 9월 4G LTE SF2프로리그 2012 시즌2 우승
- 2013년 8월 SK플래닛 스타크래프트 Ⅱ 프로리그 12-13 우승

| 이전 없음 | 제1대 SouL 감독 김민기 2000 ~ | 다음 - |